# Баска Киождулуј (Бузау)
Баска Киождулуј (рум. Bâsca Chiojdului) насеље је у Румунији у округу Бузау у општини Киожду. Oпштина се налази на надморској висини од 526 m.

## Становништво
Према подацима из 2002. године у насељу је живело 1254 становника, од којих су сви румунске националности.